# Heterotarbus ovatus
Heterotarbus, Heterotarbidae
Famille
Genre
Espèce
Heterotarbus est un genre fossile de Phalangiotarbida (araignées primitives), le seul de la famille également fossile des Heterotarbidae.
Le genre ne contient qu'une seule espèce : Heterotarbus ovatus.

## Classification
L'espèce Heterotarbus ovatus, le genre Heterotarbus et la famille des Heterotarbidae sont décrits par le zoologiste américain d'origine russe Alexander Ivanovitch Petrunkevitch (1875-1964) en 1913,,,,.

## Description

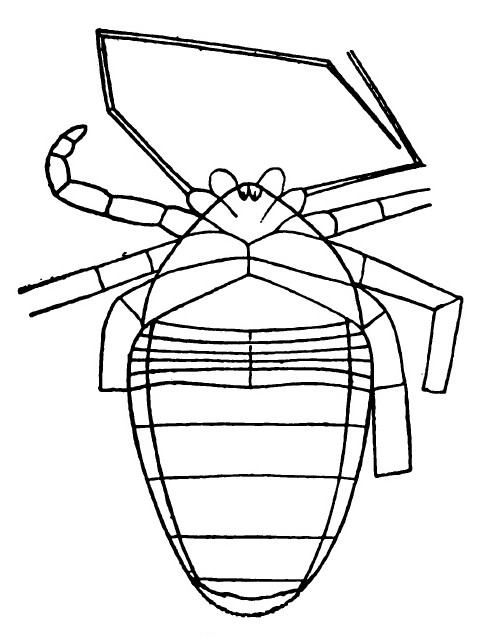
A monograph of the terrestrial Palaeozoic Arachnida of North America progress Page70 fig 70.

Cette espèce a été découverte dans le Lagerstätte de Mazon Creek en Illinois aux États-Unis. Elle date du Carbonifère supérieur, il y a environ 311,45 à 306,95 Ma (millions d'années).

### Publication originale
- [1913] (en) Alexander Ivanovitch Petrunkevitch, « A monograph of the terrestrial Palaeozoic Arachnida of North America. », Transactions of the Connecticut Academy of Arts and Sciences, vol. 18,‎ 1913, p. 1–137. .